# Neferkare Nebi
Neferkare Nebi ali Neferkare III. je bil faraon Osme dinastije v zgodnjem Prvem vmesnem obdobju Egipta (2181–2055 pr. n. št.). Po mnenju egiptologov  Jürgena von Beckeratha in Darella Bakerja je bil četrti faraon Sedme dinastije, ker je kot tak omenjen na Abidoškem seznamu kraljev.
Ime Neferkare Nebija je jasno čitljivo v 43. vnosu na Abidoškem seznamu kraljev. V nasprotju z večino drugih  faraonov iz tistega obsobja, je dokazan v še dveh primarnih virih.  Njegovo ime je zapisano na lažnih vratih grobnice kraljice Ankhesenpepi II. in  na njenem sarkofagu.  Zapisa  kažeta, da je bila kraljica Ankhesenpepi II. morda njegova mati, iz česar sledi, da bi njegov oče lahko bil Pepi II. Neferkare, zadnji veliki faraon Starega kraljestva. Na steli Ankhesenpepi II.  je zapis, da je Neferkare Nebi začel graditi piramido, morda v Sakari, z imenom  Ḏd-ˁnḫ Nfr-k3-rˁ nbjj, kar pomeni »Neferkare Nebi je večnost življenja«. Lokacija piramide ni znana. Njena gradnja se je najverjetneje kmalu prekinila.
Kot mnogi faraoni Osme dinastije tudi Neferkare Nebi na Torinskem seznamu kraljev manjka. Na mestu, kjer bi lahko bil omenjen, je na papirusu velika praznina.